# Castello di York
Il Castello di York nella città di York, in Inghilterra, è un complesso fortificato comprendente, nel giro di nove secoli, un susseguirsi di castelli, prigioni e corti legislative oltre ad altre costruzioni nella parte sud del fiume Foss. La prigione, attualmente in rovina, è l'unica parte genuina sopravvissuta del castello medievale normanno ed è comunemente indicata col nome di Clifford's Tower. Costruito originariamente per ordine di Guglielmo il Conquistatore per dominare l'ex città vichinga di York, il castello conobbe una storia particolarmente tumultuosa subendo diverse fortificazioni e difese d'acqua. Una rovinosa esplosione nel 1684 rese inutilizzabile la struttura per difesa militare, ma comunque il castello di York continuò ad essere utilizzato come prigione sino al 1929.
Il primo castello del tipo motte and bailey sul sito venne costruito nel 1068 dopo la conquista normanna di York. A seguito della distruzione del castello ad opera dei ribelli locali supportati da rinforzi vichinghi nel 1069, il castello di York venne ricostruito e rinforzato con difese d'acqua, incluso un fossato ed un lago artificiale. Il castello di York costituiva una parte rilevante delle fortificazioni dell'Inghilterra settentrionale.
Nel 1190, 150 ebrei locali vennero uccisi in un pogrom nelle prigioni del castello; gran parte di questi si suicidarono prima di cadere nelle mani della folla inferocita. Enrico III ricostruì il castello in pietra a metà del XII secolo, creando una prigione a forma di quadrifoglio, unica nel suo genere, supportata all'esterno da un muro di pietra e da un cancello d'ingresso fortificato. Durante le guerre scozzesi tra il 1298 ed il 1338, il castello di York venne frequentemente utilizzato come centro di amministrazione reale in loco nonché come base per diverse operazioni militari più a nord.
Il ruolo miliare del castello di York iniziò a venire meno tra XV e XVI secolo quando venne sempre più utilizzato come prigione sia per criminali locali che per prigionieri politici. Al tempo della regina Elisabetta I il castello aveva ormai perso il proprio ruolo militare ma veniva mantenuto come simbolo dell'autorità regia a York. Lo scoppio della Guerra civile inglese nel 1642 vide il castello di York riparato e rifortificato giocare un ruolo importante nella difesa della città da parte dei realisti nel 1644 contro le forze dei parlamentari. Il castello di York continuò ad ospitare una guarnigione stabilmente sino al 1684, quando una tremenda esplosione non distrusse l'interno della Clifford's Tower. La parte del castello motte and bailey venne ridisegnata in una struttura neoclassica nel XVIII secolo come centro dell'amministrazione della contea dello Yorkshire, e venne utilizzato come prigione per i debitori. La riforma delle carceri nel XIX secolo portò alla creazione di una nuova prigione di stile gotico Tudor sul sito del castello nel 1825, utilizzata dapprima come prigione per la contea e poi come carcere militare, ma venne demolita nel 1935. Durante il XX secolo, la Clifford's Tower divenne un noto monumento turistico dell'area, nonché monumento nazionale. Attualmente il sito è aperto al pubblico ed è di proprietà dell'English Heritage. Le altre parti del castello sono utilizzate dallo York Castle Museum e come Crown Court.

## Storia

### XI secolo
York era la capitale vichinga inglese nel X secolo, e continuò ad essere un'importante città del nord del paese nell'XI secolo. Nel 1068, nel corso della prima spedizione a nord della Conquista normanna voluta da Guglielmo il Conquistatore, il sovrano diede ordine di costruire un gran numero di castelli nella parte nord-orientale dell'Inghilterra, tra cui quello di York. Questo primo castello a York era realizzato principalmente in legno con uno stile motte and bailey tra due fiumi, l'Ouse ed il Foss sul sito dell'attuale castello di York. Venne costruito in tutta fretta; studi contemporanei dicono sia stato costruito in soli otto giorni. La motte originale era alta 61 metri dal livello del terreno. Dal momento che il castello si trovava in un agglomerato urbano, centinaia di case dovettero essere distrutte per far spazio alla struttura. William Malet, sceriffo dello Yorkshire, venne incaricato della custodia del castello e lo difese subito dalla rivolta popolare che scoppiò l'anno successivo alla sua edificazione.
In risposta al peggiorare della sicurezza in loco, Guglielmo condusse la sua seconda campagna al nord nel 1069. Cosruì un altro castello a York, su quella che attualmente è Baile Hill sulla riva sinistra dell'Ouse e cioè proprio di fronte al primo castello, ritenendola una zona maggiormente adeguata a controllare la città. Questo secondo castello aveva sempre un disegno motte and bailey, ma la motte era raggiungibile solo tramite un ponte levatoio ed alcuni gradini scolpiti direttamente nel terreno. Sul finire di quello stesso anno, una flotta di vichinghi danesi salpò verso York seguendo il corso dell'Humber e dell'Ouse, ed attaccò entrambi i castelli con l'assistenza di Cospatrick di Northumbria e di diversi ribelli locali. I normanni, tentando di respingere i ribelli, diedero fuoco ad alcune case della città. Il fuoco scappò ben presto dal controllo dei soldati ed intaccò la Cattedrale di York e numerose altre strutture tra cui, presumibilmente, anche i due castelli. I castelli vennero presi e parzialmente smantellati, e Malet venne preso prigioniero dai vichinghi.
Guglielmo condusse una rappresaglia nell'Inghilterra del nord come conseguenza degli attacchi del 1069 e del 1070. Queste devastazioni restaurarono un ordine sufficiente a permettere la ricostruzione dei due castelli, ancora una volta in legno. La bailey del castello di York venne ingrandita di poco durante questi rifacimenti e vennero costruite nuove strutture tra cui delle cucine, una cappella, delle caserme, dei magazzini, delle stalle, delle forge e dei laboratori. Al tempo della compilazione del Domesday Book nel 1086, il castello di York era ancora circondato da un fossato d'acqua e da un grande lago artificiale chiamato King's Pool, alimentato dalle acque del fiume Foss tramite una diga appositamente realizzata. Altre proprietà, tra cui due mulini ad acqua, vennero distrutti per far posto ad ulteriori difese. Col tempo, il sito del secondo castello venne progressivamente abbandonato in favore del primo castello, smontandolo e lasciando al suo posto la sola collina che ancora oggi si può vedere di fronte al castello.

### Il XII secolo

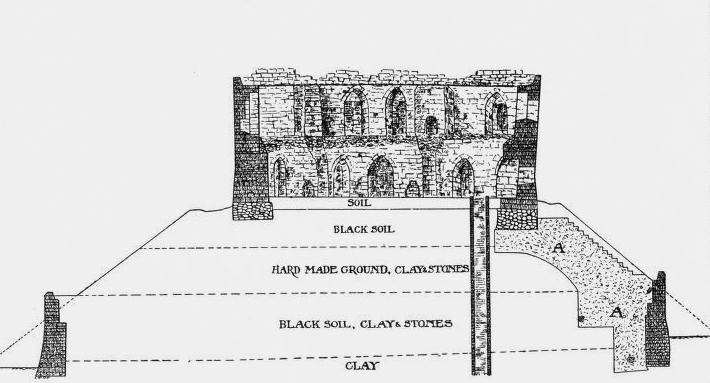
Una sezione della motte del castello di York realizzata nel 1903 da sir Basil Mott; la lettera "A" indica le fondamenta realizzate nel XX secolo per sostenere la collina; le mura inferiori che chiudono la motte sono del XIX secolo

Enrico II visitò il castello di York quattro volte nel corso del suo regno. All'epoca esso era fornito anche di appartamenti reali che venivano qui ospitati in quanto questa era la struttura più sicura dell'intera città. Durante la sua visita del 1175, Enrico utilizzò il castello come luogo per ricevere l'omaggio feudale di Guglielmo il Leone di Scozia. I mulini del castello vennero ricostruiti per supportare le esigenze della guarnigione e vennero affidati in gestione dalla metà del secolo ai Cavalieri templari. I mulini diedero più volte dimostrazione di essere in posizione di pericolo nelle frequenti inondazioni dei due fiumi e pertanto necessitarono di numerose riparazioni.
Nel 1190, il castello di York fu il luogo di uno dei peggio di pogrom nella storia delle comunità ebraiche in Inghilterra durante il periodo medievale. I normanni avevano introdotto le prime comunità ebree in Inghilterra e le avevano occupate nella gestione del denaro del governo come pure per prestiti alla Corona dato che tale attività, paragonata all'epoca all'usura, era stata bandita dalle disposizioni della chiesa cattolica. Gli ebrei inglesi ad ogni modo furono sempre sottoposti a notevoli pregiudizi religiosi ed erano soliti lavorare proprio nelle città maggiormente incastellate perché queste offrivano loro maggiore protezione in caso di attacchi della maggioranza della popolazione cristiana. La protezione del re era di solito garantita dal momento che sia i normanni prima che i Plantageneti poi stabilirono che tutte le proprietà degli ebrei erano considerate proprietà della Corona e pertanto, alla loro morte, queste sarebbero tornate al sovrano.
Riccardo I venne incoronato re nel 1189 ed annunciò la sua intenzione da subito di aderire alle Crociate; questo infiammò il sentimento antisemita degli inglesi. Iniziò a diffondersi la voce infondata che il re aveva dato ordine di attaccare gli ebrei inglesi. A York, le tensioni esplosero con violenza l'anno successivo. Richard de Malbis, che doveva dei soldi al potente mercante ebreo Aaron di Lincoln, inscenò un finto incendio alla sua abitazione per incitare la folla locale ad attaccare la famiglia e la casa del delegato di Aaron che aveva residenza a York. Josce di York, capo della comunità locale, guidò le famiglie al castello reale per cercare rifugio in esso. La folla ad ogni modo circondò il castello e quando il conestabile lasciò il castello per discutere della situazione coi ribelli gli ebrei al suo interno, temendo che prima o poi i ribelli sarebbero riusciti a penetrare le mura di legno o peggio che lo sceriffo si sarebbe risolto ad agire contro di loro, si rifiutarono di permettergli di rientrare. Il conestabile si appellò dunque allo sceriffo che decise coi suoi uomini di assediare la fortezza. L'assedio continuò sino al 16 marzo quando la posizione degli ebrei divenne insostenibile. Il loro capo religioso, il rabbino Yomtob, propose un atto di suicidio collettivo per evitare l'uccisione ad opera della folla, ed il castello venne incendiato per impedire che i loro corpi venissero mutilati dopo la loro morte. Molti ebrei morirono nelle fiamme, ma la maggioranza decise di suicidarsi in altro modo piuttosto che concedersi alla folla inferocita. Alcuni ebrei si arresero, promettendosi di convertirsi al cristianesimo, ma vennero uccisi comunque dalla folla. Circa 150 ebrei morirono nel massacro. La prigione dovette essere ricostruita, ancora una volta in legno, sempre sulla collina creata, che venne sopralzata di ulteriori 4 metri, per un costo totale di 207 sterline.

### Il XIII e XIV secolo

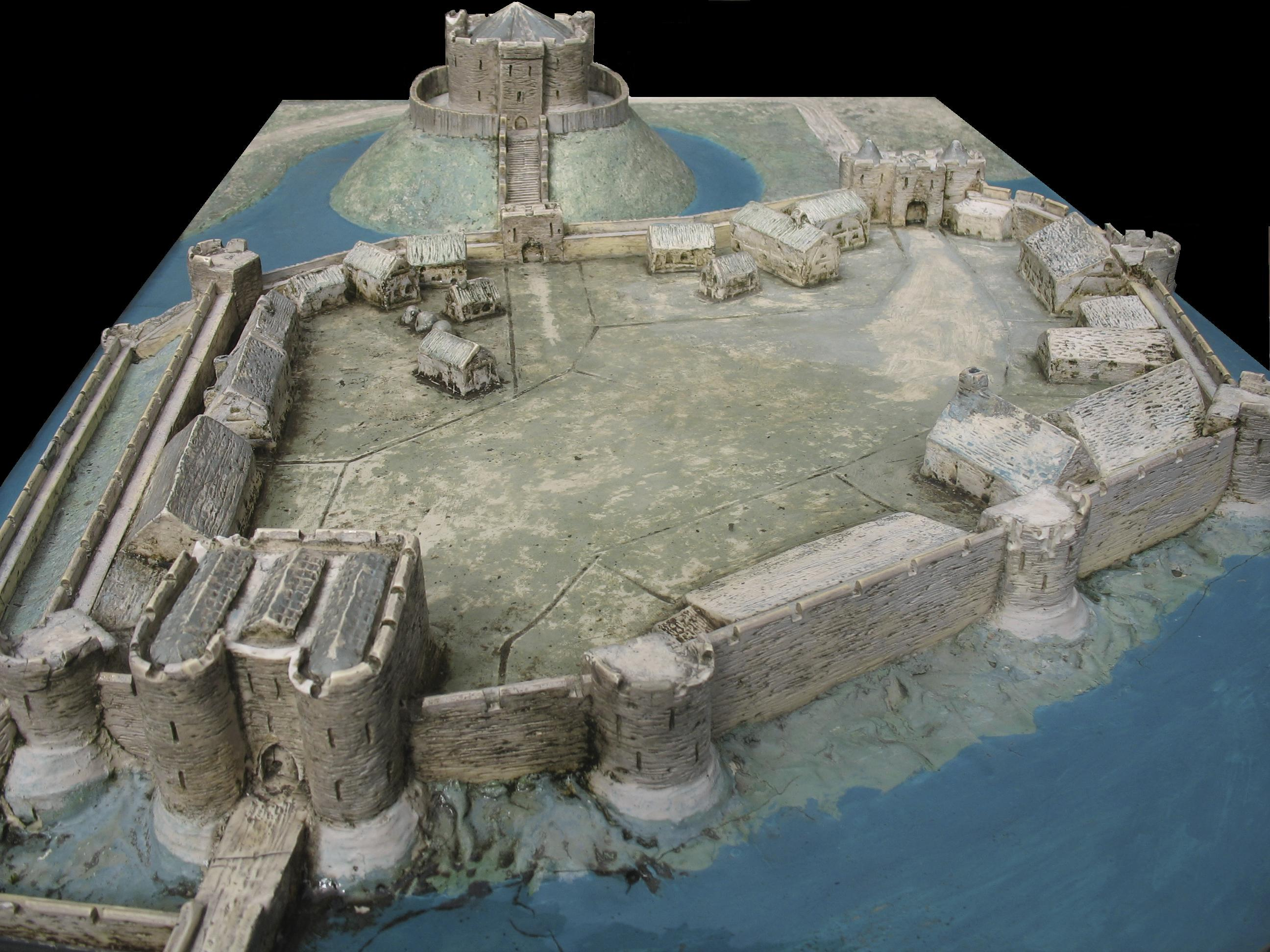
Una ricostruzione del castello di York nel XIV secolo, visto da sud-est

Re Giovanni d'Inghilterra utilizzò il castello di York ampiamente nel corso del suo regno, sia come quartier generale sia per la propria sicurezza. Il castello venne riparato adeguatamente all'epoca. Durante questo periodo venne descritto per la prima volta il castello come una prigione regolarmente utilizzata dove vennero tenuti tra gli altri anche i prigionieri fatti da Giovanni nel corso delle campagne militari in Irlanda. Dal XIII secolo qui vi si contava un discreto numero di guardie con diversi cavalieri ed arcieri a protezione della struttura.
Enrico III fece anch'egli un notevole uso del castello, ma poco prima della sua visita prevista per il giorno di Natale del 1228 una burrasca distrusse il castello in legno sulla collina. Per ospitare il re venne quindi realizzata una struttura provvisoria in legno. Nel 1244, quando gli scozzesi minacciarono di invadere l'Inghilterra, Enrico III si recò nuovamente in visita al castello ed ordinò che questo venisse ricostruito in pietra dolmia per un costo totale di 2600 sterline. Il lavoro venne portato avanti tra il 1245 ed il 1270, e portò alla costruzione anche di un muro di cinta turrito, di un cancello fortificato di dimensioni considerevoli con due torri laterali oltre a due piccoli accessi secondari, ed un cancello per il fossato, oltre ad una cappella ed una nuova prigione in pietra, poi nota col nome di Clifford's, Tower.
La Clifford's Tower seguiva un disegno inusuale per l'epoca, a quadrifoglio. Ciascun lobo misurava 6.5 metri di diametro, con muri spessi 3 metri e 24 metri di altezza. Un ingresso di forma quadrangolare largo 6.5 metri permetteva l'accesso alla struttura da sud tra i due lobi delle torri. Tra i lobi vi erano inoltre delle ulteriori torrette difensive. Diversi barbacani ed un pilastro centrale supportavano la struttura del primo piano. Feritoie sparse lungo tutta la struttura consentivano dei punti di fuoco dal castello verso l'esterno. Venne costruita una cappella proprio sopra l'entrata, di dimensioni 4,5 x 4,2 metri, simile a quella visibile nei castelli di Harlech e Chepstow. Per quanto unico, il disegno venne poi ripreso nel Castello d'Étampes in Francia, ed influenzò certamente il disegno del Castello di Pontefract. Enrico coinvolse nel progetto anche Henry de Rayns ed il capo carpentiere Simon of Northampton.

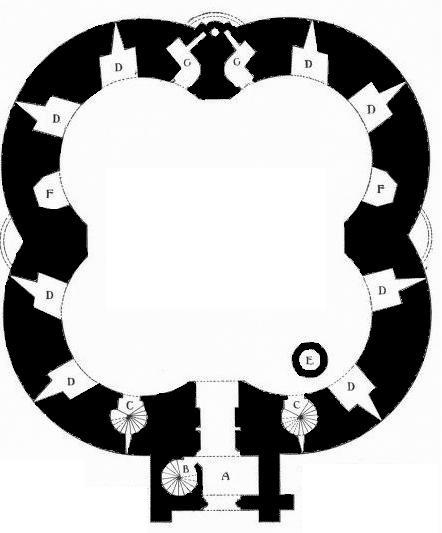
Una pianta della Clifford's Tower. A=Ingresso; B=Scala alla cappella superiore; C=Scalone ai livelli superiori ed al parapetto; D=Feritoia retrocessa; E=Pozzo; F=Camini; G=Camere

Il nuovo castello rappresentò un investimento costante per le continue fortificazioni migliorate in esso. Le inondazioni invernali del 1315–16 danneggiarono il suolo alla base della collina su cui il castello era costruito, costringendo così ad immediate riparazioni. Attorno al 1358–60, il cancello d'ingresso subì dei danni ancora una volta per colpa delle inondazioni. Gli ufficiali reali raccomandarono la completa ricostruzione della struttura, ma, invece, le parti danneggiate vennero adeguatamente riparate per la cifra di 200 sterline.
Edoardo I diede maggiori poteri allo sceriffo dello Yorkshire anche sulla città di York e pertanto egli decise di stabilire il proprio quartier generale proprio presso la Clifford's Tower. Nel corso delle guerre contro gli Scozzesi sotto Edoardo e suo figlio, il castello di York fu uno dei centri dell'amministrazione inglese in loco tra il 1298 ed il 1338. Molte delle istituzioni di Westminster seguirono il re durante la sua permanenza a York, ponendosi di base nel castello. Ad ogni modo le strutture componenti il castello all'epoca esistenti si dimostrarono insufficienti ad accogliere tutte queste istituzioni amministrative e pertanto si pensò di costruire una struttura temporanea all'interno dell'area del castello per la Court of Common Pleas, ricostruita poi più grande nel 1319–20. Il Cancelliere dello Scacchiere trovò sede nella Clifford's Tower. Altre strutture attorno alla città svolsero funzioni per conto dello stesso castello. Come risultato dell'uso intensivo del castello, le istituzioni e la sua importanza iniziarono a competere con quelle di Londra. Il castello acquisì il diritto di zecca nel 1344, quando Edoardo III decise di crearvi una zecca permanente proprio nel castello per produrre monete d'oro e d'argento a beneficio dell'Inghilterra settentrionale. Coniatori europei vennero qui trasportati per facilitare i lavori.
Enrico III estese il ruolo del castello anche come prigione, accogliendovi un numero sempre crescente di prigionieri. Lo sceriffo venne incaricato anche della cura della prigione, solitamente tramite un suo vice. Più di 300 erano i prigionieri qui detenuti all'epoca. Le condizioni di questi prigionieri erano terribili e molti di questi perivano durante il periodo di lunga detenzione. Erano pure frequenti le fughe dalla prigione come quella famosa del 1298 in cui fuggirono in un sol colpo 28 detenuti. Quando l'ordine dei Templari venne dissolto in Inghilterra nel 1307, il castello di York venne utilizzato come luogo di detenzione dei molti cavalieri tratti in arresto. I mulini del castello, ex proprietà templare, tornarono sotto il controllo reale in quell'occasione. Edoardo II utilizzò anch'egli il castello come prigione durante la sua campagna contro i baroni inglesi ribelli nel 1322, e dopo la battaglia di Boroughbridge molti dei ribelli catturati vennero giustiziati al castello di York.
Dalla fine del XIV secolo, il castello venne occupato anche dall'amministrazione della contea. Venne utilizzato sempre più come prigione, sfruttando per tale scopo anche le varie torri presenti nelle mura di cinta. I sovrani in visita preferirono sempre più alloggiare alla fratria francescana locale, posta tra il castello ed il fiume Ouse, mentre lo staff del re prendeva residenza presso l'Abbazia di St Mary e nel priorato di St Andrew nell'area di Fishergate.

### I secoli XV e XVI

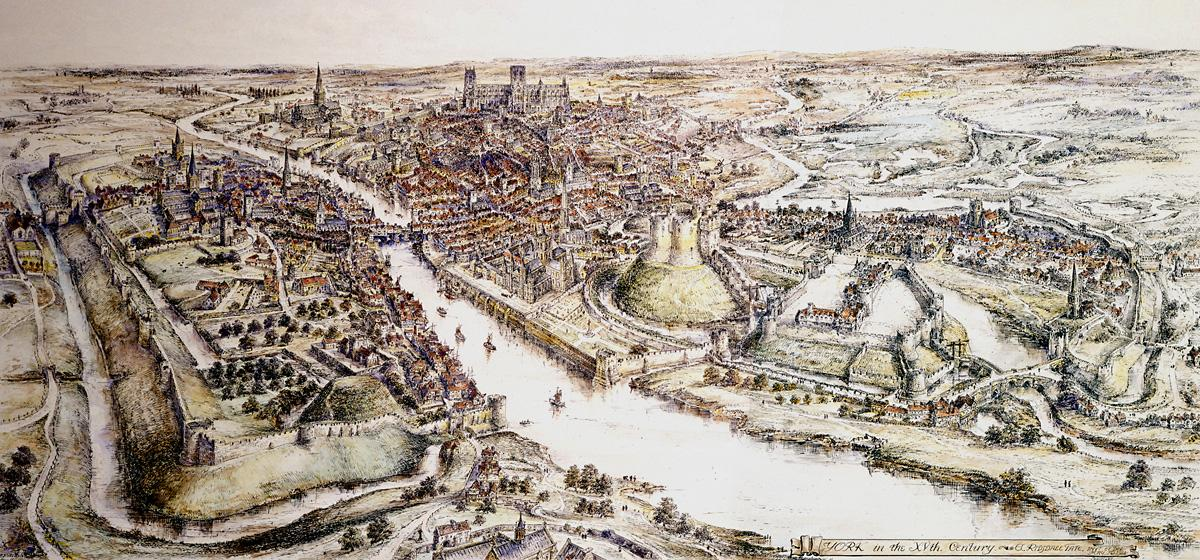
Panorama della città di York nel XV secolo di E. Ridsdale Tate; il castello di York si trova sulla sponda sinistra del fiume, di fronte alla collina di Baile Hill

Nel XV secolo, il castello di York, assieme a quello di Nottingham, erano considerati il cuore della sicurezza del nord dell'Inghilterra, ma gli investimenti su di essi diminuirono sempre più. Le riparazioni al castello di York iniziarono a diminuire dal 1400 in poi e pertanto la struttura iniziò a decadere. Riccardo III nel 1483 si decise a far rimuovere la struttura ormai decrepita, ma morì nella Battaglia di Bosworth prima che i lavori potessero avere luogo. Dal regno di Enrico VIII, l'antiquario John Leland riportò che il castello era ancora fortemente degradato e solo le difese d'acqua rimanevano intatte. A fronte di questo deterioramento, Enrico dovette informare i propri rappresentanti in loco di non risiedere più al castello per ragioni di sicurezza. La zecca del castello venne chiusa dopo la morte di Edoardo VI nel 1553, ed i mulini del castello vennero affidati al locale ospedale della carità nel 1464. L'ospedale venne chiuso nel corso della Riforma e pertanto i mulini divennero privati.
Il castello continuò ad essere utilizzato come prigione, soprattutto per i criminali locali, ma anche per le esecuzioni politiche. Nel XVI secolo era divenuto consueto impiccare i traditori della Corona alla cima della Clifford's Tower piuttosto che ucciderli a Micklegate Bar, il precedente luogo delle punizioni capitali a York. Nel 1536, ad esempio, il capo politico Robert Aske venne giustiziato al castello di York su ordine di Enrico VIII dopo il fallimento del suo Pilgrimage of Grace, una protesta contro la dissoluzione dei monasteri in Inghilterra. Per gran parte del periodo il castello rimase sotto il controllo dello sceriffo dello Yorkshire, sebbene vi furono alcune eccezioni per dei favoriti del sovrano come nel caso di sir Robert Ryther sotto Edoardo IV nel 1478. Alla fine del XVI secolo, ad ogni modo, la famiglia Clifford (Conti di Cumberland), ottenne in maniera ereditaria il posto di conestabile del castello e pertanto la Clifford's Tower venne così rinominata in loro onore.
Il deterioramento del castello continuò durante il regno della regina Elisabetta I che già non lo considerava più di utilità militare. Robert Redhead, il guardiano della torre, divenne famoso a suo tempo perché colto a vendere il castello pezzo per pezzo come pietra da lavoro per proprio profitto. Malgrado i numerosi tentativi della città e della Corona di fermarlo, Redhead continuò imperterrito creando numerosi problemi di stabilità alla struttura sino a quando non venne definitivamente bloccato. Ancora una volta venne avanzata nel 1596 la proposta di abbattere la Clifford's Tower assieme ad altre strutture, ma la popolazione locale vi si oppose.

### Il XVII secolo

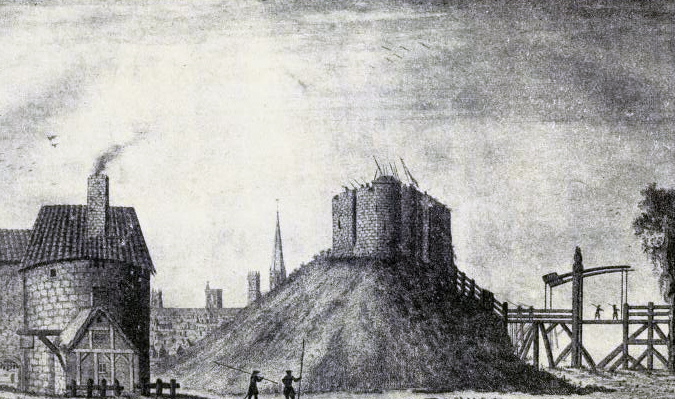
Il castello di York nel 1644 nel corso della Guerra civile inglese, in un disegno di Francis Place

Mantenere il castello era divenuto estremamente costoso e nel 1614 re Giacomo I aveva venduto la Clifford's Tower e le aree circostanti a John Babington ed a Edmund Duffield, due speculatori locali. A loro volta, Babington e Duffield vendettero la Clifford's Tower ad una famiglia di mercanti di York. Nel 1642, ad ogni modo, la Guerra civile inglese scoppiò tra le due fazioni rivali dei realisti e dei parlamentari. Questo costrinse re Carlo I, al comando di Henry Clifford, a riconsiderare il castello di York sotto l'aspetto militare e per questo circondò la città ed occupò la struttura nel 1643. York effettivamente divenne la "capitale del nord" per la causa dei realisti. Clifford riparò il castello e ne rafforzò le mura per permettere loro di accogliere dei cannoni. L'entrata della Clifford's Tower venne pesantemente rimodellata, perdendo il suo aspetto originale medievale. Baile Hill, sull'altro lato del fiume, divenne un luogo di posizionamento dell'artiglieria. La zecca del castello venne riaperta per rifornire le truppe del re di moneta.
La guerra peggiorò per la causa realista ed il 23 aprile 1644 le forze dei parlamentari diedero inizio all'Assedio di York. Un esercito scozzese al comando di Alexander Leslie proveniva da sud, mentre le forze parlamentari al comando di Ferdinando Fairfax provenivano da est. Sei settimane dopo, Edward Montagu giunse con un terzo contingente a York, portando le forze assedianti la città a 30.000 uomini. William Cavendish comandò la città durante l'assedio, mentre il colonnello sir Francis Cobb venne nominato governatore del castello. Malgrado i bombardamenti, i tentativi di minarne le mura e gli attacchi ai cancelli, la città resistette da maggio sino a giugno. Il principe Rupert, inviato a riprendere York, si stava avvicinando con dei rinforzi, e con un'abile manovra fu in grado di costringere alla fuga gli assedianti togliendo l'assedio il 1 luglio. Il giorno successivo, le forze parlamentari sconfissero Rupert nella Battaglia di Marston Moor, a sei miglia ad ovest di York, rendendo così inevitabile anche la resa di York e del suo castello. Il 14 luglio la città ed il castello si arresero ufficialmente alle forze parlamentari che permisero ai realisti di marciare fuori dalla città con tutti gli onori militari.
Il parlamento quindi nominò Thomas Dickenson, il sindaco locale, al ruolo di governatore della Clifford's Tower. Il controllo del castello rimase in carico ai sindaci della città sino alla Restaurazione. Vennero fatti degli sforzi per tentare di separare la Clifford's Tower, che il parlamento utilizzava come guarnigione, dalle altre strutture presenti nel complesso, che continuarono ad essere utilizzate come prigione. Oliver Cromwell visitò la Clifford's Tower nel 1650, e ricevette il saluto dei cannoni dalla sommità della torre. Il costo della guarnigione venne scaricato sulla città di York.

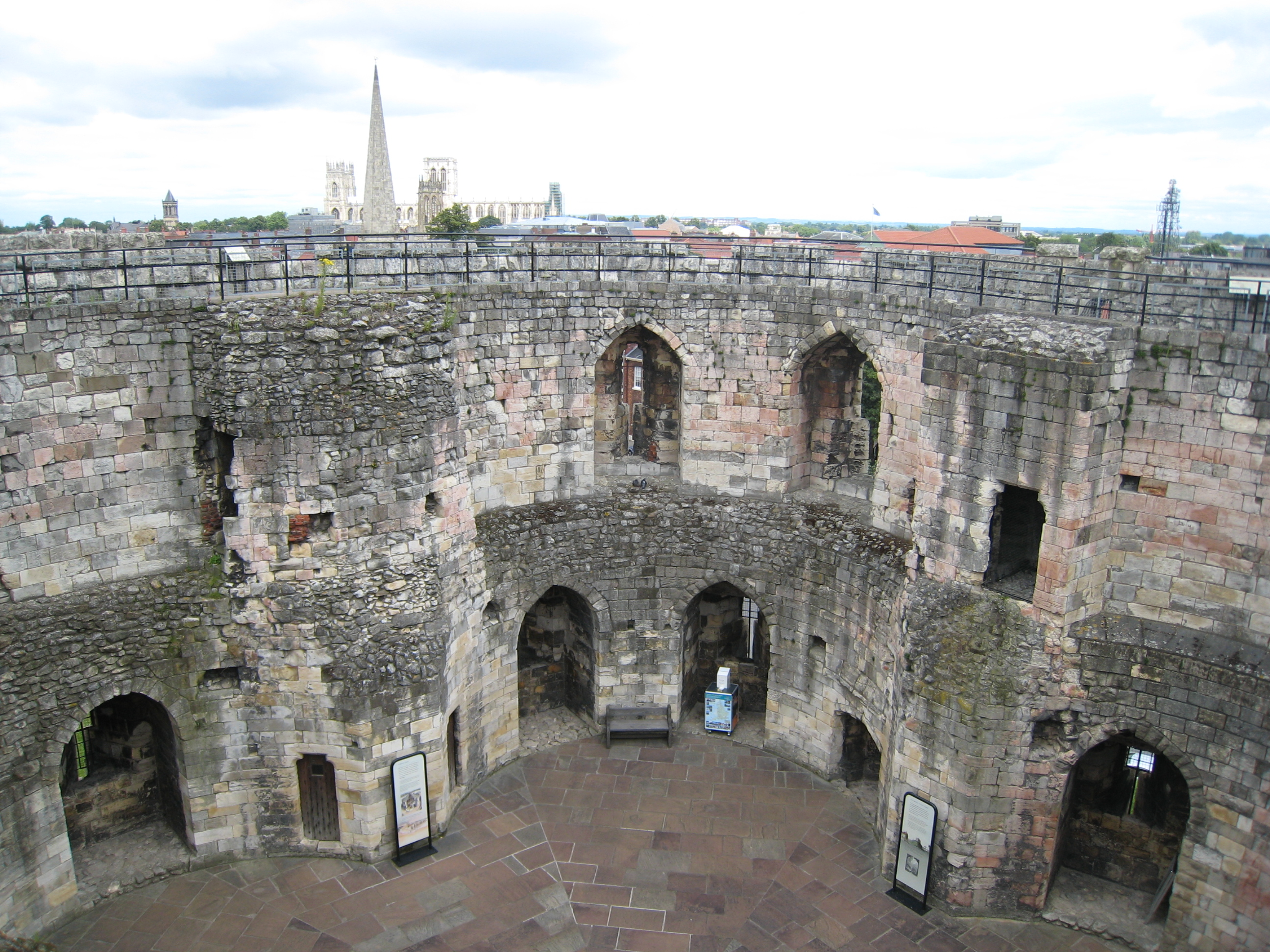
Una massiccia esplosione nel 1684 distrusse il tetto, il pavimento ed il pilastro centrale della Clifford's Tower, lasciando intatte solo le mura perimetrali

Dopo la Restaurazione di Carlo II, i proprietari della struttura prima della guerra iniziarono a reclamare la Clifford's Tower, fatto che gli venne riconosciuto. Una guarnigione continuò a stazionare in lco, ad ogni modo, per prevenire usi impropri della struttura. Vennero fatti dei lavori di riparazione alla torre che divenne un magazzino ed una polveriera. Vennero pure restaurati i fossati circostanti il castello. Alcuni prigionieri politici continuarono ad essere qui imprigionati come ad esempio George Fox, fondatore della Society of Friends.
Altre strutture vennero realizzate in questo periodo come la Grand Jury House e la Common Hall, ma negli anni '80 del Seicento il ruolo militare del castello venne ormai messo seriamente in discussione. Sir Christopher Musgrave produsse un rapporto scritto alla Corona nel 1682 nel quale spiegò che per tramutare il castello in una fortificazione moderna sarebbero state necessarie almeno 30.000 sterline, proponendo la costruzione di sei bastioni come richiedeva il progetto di un forte a stella. Questi lavori non vennero mai intrapresi. Nel frattempo, la guarnigione del castello era divenuta estremamente impopolare presso la popolazione di York per l'estrema autorità di cui godeva.
Il Giorno di San Giorgio del 1684 alle 22.00 circa, un'esplosione nel magazzino distrusse completamente l'interno della Clifford's Towery. La spiegazione ufficiale fu che per la preparazione dei cannoni a salve per i saluti ufficiali posti sul tetto della struttura parte delle capriate avesse preso fuoco e che poi questo fosse passato al magazzino sottostante. Gran parte degli storici, ad ogni modo, credono oggi che questa esplosione non sia stata accidentale. La popolazione infatti era risaputo che intendesse ormai demolire la struttura per liberarsi della guarnigione e certamente questo fatto avvantaggiò la chiusura della fortezza come guarnigione; sospettosi, non a caso, i membri della guarnigione avevano spostato i loro beni altrove appena prima dell'esplosione e nessuno della guarnigione rimase ucciso o ferito nell'evento perché non si trovava nel castello. Il calore del fuoco diede alla pietra della torre il suo attuale colore rosato. La torre, ormai in rovina, rimase comunque di proprietà privata passando a Samuel Waud che qui costruì la propria abitazione con giardino.

### Il XVIII secolo

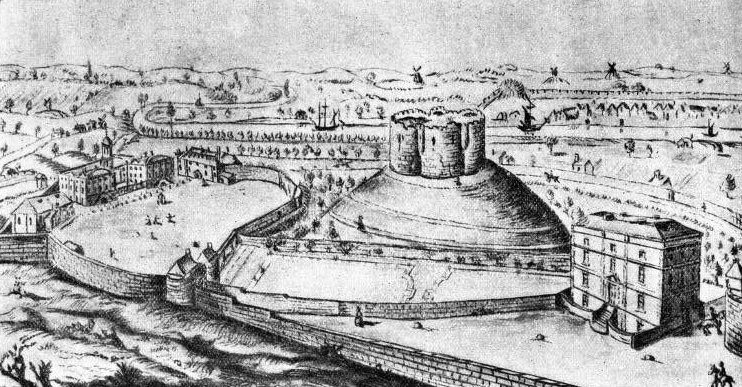
Uno schizzo del castello di York nel 1730 circa; da sinistra a destra, il sito della collina con la Sessions House, il County Gaol e la Jury House; la Clifford's Tower, con il fiume Foss di fronte ad essa ed il fiume Ouse dietro; la casa ed i giardini di Samuel Waud

Dal 1701, le condizioni della prigione della contea erano divenute scandalose e pertanto venne deciso di riprogettare l'area occupata dall'antica collina del castello. L'imposizione di una tassa locale aiutò lo sviluppo di questo progetto ed il re diede l'autorizzazione ad utilizzare per lo scopo le pietre derivate dall'antica ed ormai rudere Abbazia di St Mary. Vennero pertanto costruite tre nuove strutture a sud della Clifford's Tower. Una nuova prigione per la contea, costruita tra il 1701 ed il 1705 da William Wakefield, venne posta a sud della struttura, riassemblando il lavoro già svolto da John Vanbrugh. L'architetto locale John Carr quindi costruì la corte d'assise su sito della vecchia Jury House tra il 1773 ed il 1777 ad ovest, rimpiazzando anche la Sessions House e la Common Hall con una prigione femminile tra il 1780 ed il 1783 sul lato est. La prigione femminile venne poi combinata con quella dei debitori. Entrambe le strutture di Carr vennero realizzate in stile neoclassico; la corte d'assise nello specifico venne giudicata di "superbo stile ionico". Il cortile del castello venne modificata a cerchio nel 1777 e divenne nota come "Eye of the Ridings" in quanto venne utilizzata per l'elezione dei membri del parlamento per la circoscrizione di York.
Le visite del riformatore delle carceri John Howard come parte della ricerca per il suo volume Lo stato delle prigioni trovò queste prigioni con delle problematiche, ma sommariamente in buone condizioni se comparate ad altre della medesima epoca. La prigione dei debitori aveva stanze interne "aerate e salubri", ma l'ala criminale si attirò qualche critica. Essa era infatti "troppo piccola" e "non vi era acqua" per i carcerati; erano costretti a dormire su covoni di paglia sul pavimento.
Appena fuori le mura, i mulini un tempo parte del complesso si erano fermati nel XVI secolo per la riduzione del corso dei fiumi che non riuscivano più a far ruotare le pale dei mulini. Essi, pertanto, vennero ricostruiti nel 1778 con un nuovo macchinario a vapore che però fece arrivare molto fumo e rumore ai prigionieri locali.

### I secoli XIX e XX

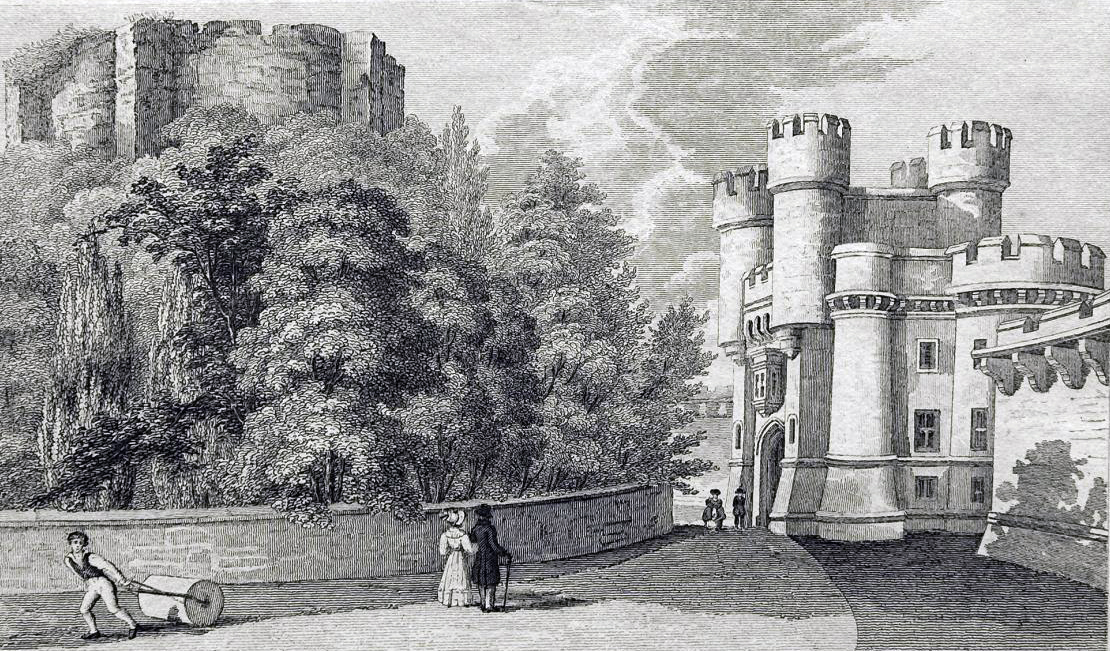
Il castello merlato di stile gotico Tudor realizzato nel 1825 per la nuova prigione del castello di York assieme alla Clifford's Tower, in un disegno del 1830

Il castello attrasse a sé nuove critiche sul finire del XVIII secolo. Le strutture divennero nuovamente inadeguate ed erano troppe le persone che si accalcavano per vedere le esecuzioni dei prigionieri nella prigione. Dal 1803 le esecuzioni vennero condotte in diversi posti tra cui nel cortile del castello (l'Eye of the Ridings), ma la situazione rimase comunque critica. Dal 1813 il processo delle esecuzioni venne velocizzato con l'introduzione dello "short drop" (letteralmente "nodo corto") che assicurava una rapida morte per impiccagione, come infatti avvenne per quattordici agitatori luddisti nel 1814 che vennero giustiziati al castello. Il sovrappopolamento della prigione si presentò come un notevole problema ora dal momento che essa ospitava contemporaneamente 114 prigionieri di cui 40 erano in attesa di giudizio ed i restanti venivano qui detenuti per mancanza di spazio altrove.
Si pensò così di demolire sia la Clifford's Tower che la Waud house col proposito di realizzare una nuova prigione, più moderna ed adatta alle esigenze. Sydney Smith, famoso umorista, scrittore e vicario di Foston-le-Clay, condusse una campagna per salvare la Clifford's Tower, enfatizzando l'importanza storica del luogo. Una proposta alternativa, avanzata dall'architetto Robert Wallace, avrebbe voluto la ricostruzione e conversione del Clifford's Tower in una prigione radiale, ma questo progetto non venne preso in considerazione.
Nel 1825, la Clifford's Tower e la Waud House vennero acquistate dalla contea dello Yorkshire per la somma complessiva di 8000 sterline (circa 665.000 sterline del 2009). Le nuove strutture della prigione, disegnate dagli architetti P. F. Robinson e G. T. Andrews, vennero realizzate in stile gotico Tudor, incluso il cancello d'ingresso di 11 metri di altezza ed un blocco di prigione a forma radiale, protetto da un lungo muro di pietra particolarmente alto. La nuova prigione venne considerata tra le più forti d'Inghilterra e venne costruita interamente in pietra così da essere al sicuro da eventuali incendi, casuali o provocati. Per la costruzione di queste parti venne utilizzata della pietra molare grigia.
La Clifford's Tower non ebbe un ruolo nella nuova prigione, anche se i talloni o i lati più scoscesi della collina, vennero rinforzati e modificati per fare più spazio alla nuova prigione. Il retro della prigione femminile, celato ora alla pubblica vista da un nuovo muro, venne utilizzato per le impiccagioni dal 1868 in poi. Il Prison Act, 1877, riformò il sistema carcerario inglese, ed il castello di York passò sotto il controllo del governo centrale l'anno successivo. Rimase prigione per la contea sino al 1900, quando i prigionieri rimanenti vennero trasferiti alla prigione di Wakefield ed il castello rimase unicamente una prigione militare.

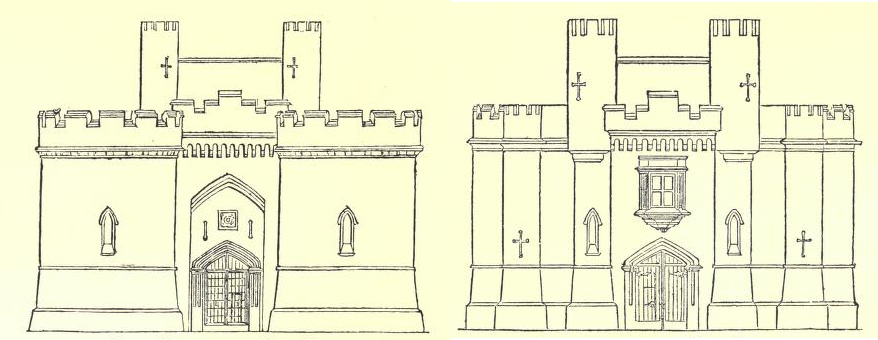
I disegni originali degli architetti Robinson e Andrews per il fronte (l) e l'interno (r) del nuovo cancello della prigione di York nel 1825

Dall'inizio del XIX secolo, vennero realizzati dei lavori di drenaggio e miglioramento del fiume Foss al punto che esso divenne navigabile, riducendo così l'importanza economica dei mulini locali. Nel 1856, i mulini del castello vennero infine demoliti. Il lago artificiale presente che alimentava le difese del castello venne asciugato. Con la costruzione di nuovi ponti presso il castello, il sito divenne "circondato da strade anziché da fossati".
Nel 1890 la commissione per le prigioni si accordò per decretare la Clifford's Tower come monumento nazionale ed a preservarla per quanto possibile come luogo storico. Nel 1902 la Clifford's Tower venne data in gestione alla York Corporation, assieme ad una donazione di 3000 sterline (242.000 sterline del 2009) fatta da Lord Wenlock per eseguirvi dei lavori di conservazione e riparazione. Sir Basil Mott, noto ingegnere dell'epoca vittoriana, costruì delle nuove fondamenta per sostenere la struttura sulla collina. Dall'inizio del XX secolo, la Clifford's Tower venne aperta regolarmente ai visitatori.

## Il castello oggi

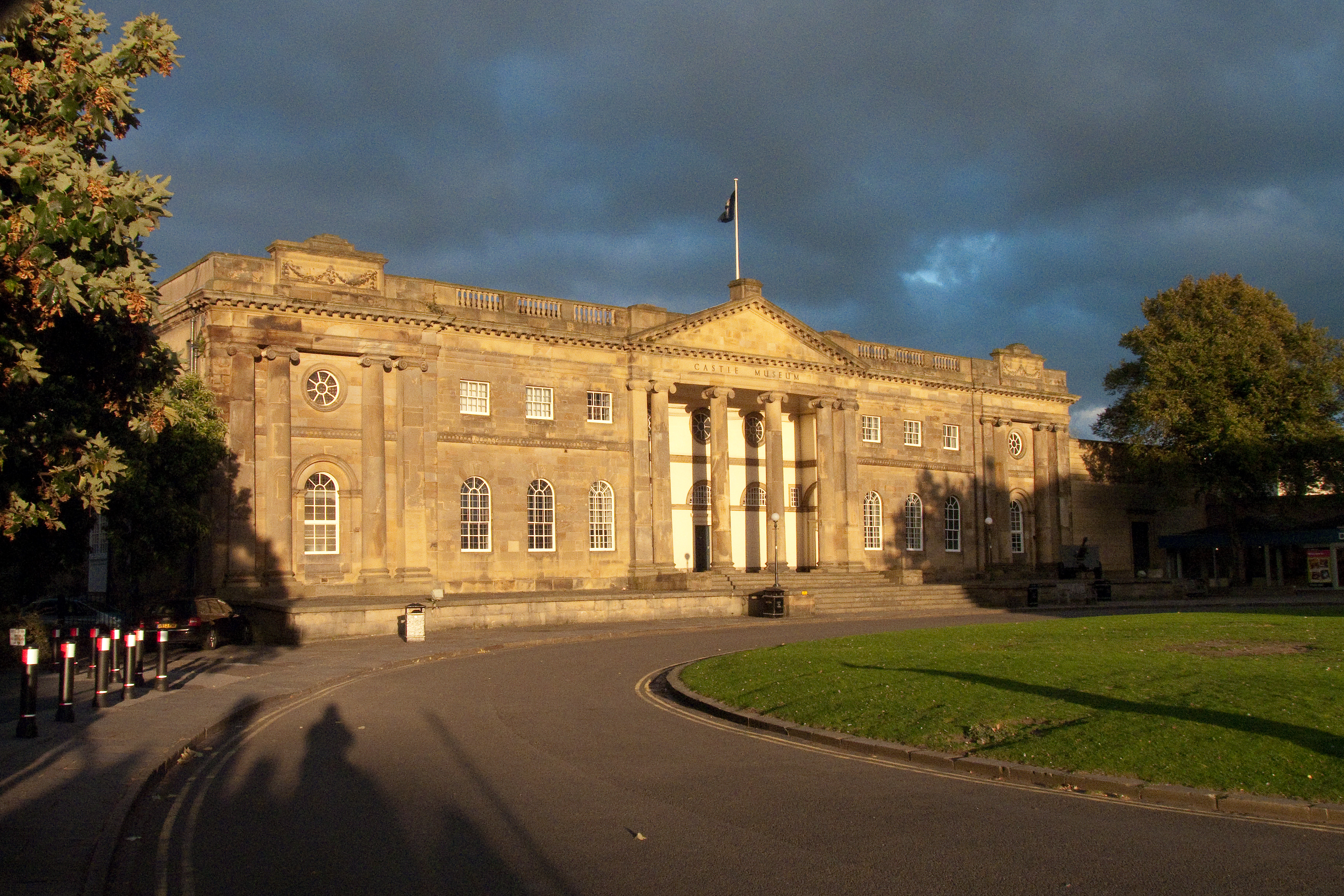
La prigione femminile, oggi parte del York Castle Museum

La prigione di York chiuse definitivamente i battenti nel 1929, e le strutture in gotico Tudor realizzate nell'Ottocento vennero abbattute nel 1935. Le strutture esterne vennero affidate ad un museo costituito nel castello. La Clifford's Tower è ad oggi la parte più rilevante del castello originario ad essere sopravvissuta per quanto in rovina. Frammenti delle mura originarie e parte del cancello d'ingresso a sud sono visibili ancora oggi. Il sito è gestito dall'English Heritage, ed è aperto al pubblico. Nel 1978 venne posta la prima placca in memoria del tragico evento del pogrom del 1190 alla base della Clifford's Tower, e nel 1990 venne commemorato l'800º anniversario delle uccisioni degli ebrei proprio al castello.